# Phaenopsectra connectens
Phaenopsectra connectens är en tvåvingeart som först beskrevs av Jean-Jacques Kieffer och August Friedrich Thienemann 1908.  Phaenopsectra connectens ingår i släktet Phaenopsectra och familjen fjädermyggor.
Artens utbredningsområde är Tyskland. Inga underarter finns listade i Catalogue of Life.